# Zuidelijke baardspinnendoder
De zuidelijke baardspinnendoder (Dipogon variegatus) is een vliesvleugelig insect uit de familie van de spinnendoders (Pompilidae). De wetenschappelijke naam van de soort is gepubliceerd in 1758 door Linnaeus in de tiende editie van Systema naturae.